# Equinae
Equinae je potporodica porodice Equidae koja je nastanjivala sve krajeve svijeta (osim Indonezije i Australije) od Hemingfordianske faze ranoga Miocena (prije 20 milijuna godina) sve do danas. Smatra se da su monofilijska skupina.

## Popis rodova i tribusa
- rod Acritohippus
- tribus Calippini
- tribus Equini
- tribus Hipparionini
- rod Hippodon
- tribus Hippotheriini
- rod Merychippus
- tribus Protohippini
- rod Scaphohippus
- rod Stylonus

## Sestrinski taksoni
- Anchitheriinae
- Hyracotheriinae